# Honoré I av Monaco
Honoré I av Monaco, född 1522, död 1581, var en monark (herre) av Monaco från 1523 till 1581. 